# Pays des Illinois

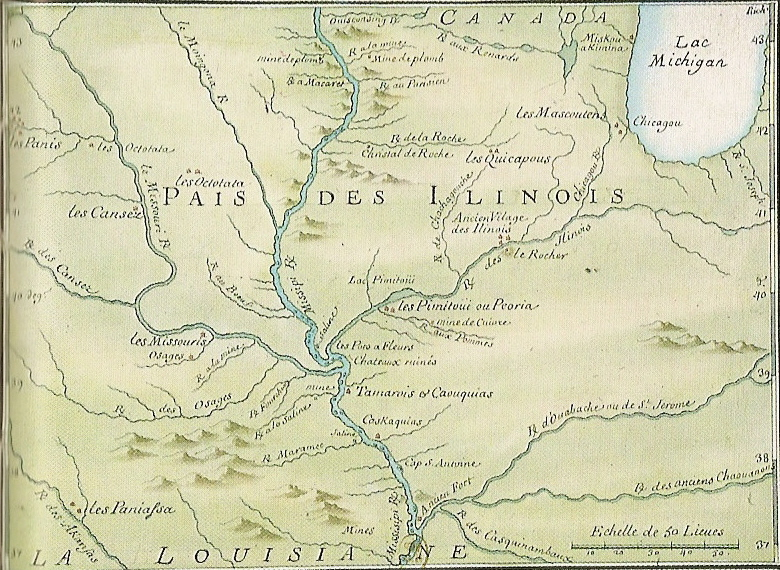
Pays des Illinois in una carta del 1717.

Per Pays des Illinois o Alta Louisiana si intendeva una suddivisione amministrativa della Nuova Francia tra il Seicento e il Settecento. Benché questa regione non avesse confini ben definiti, la si può localizzare nella parte sudoccidentale dell'attuale stato dell'Illinois.
I primi esploratori della zona furono i francesi Louis Jolliet e Jacques Marquette, che incontrarono gli indiani Illinois. Per decenni la presenza francese fu limitata all'attività dei missionari gesuiti, inviati per convertire i nativi alla fede cristiana, e i Coureur des bois.
Inizialmente governato dal Canada francese, tra il 1717 e il 1720 il Pays des Illinois venne inglobato dal governo della Louisiana. Da allora, con la speranza di scoprire miniere d'oro e d'argento, iniziò l'interessamento verso questa regione. Venne fondato allora Fort de Chartres, nel 1719, e poco dopo nacquero i primi villaggi, Prairie du Rocher e Saint-Philippe. Un altro stabilimento, Sainte-Geneviève venne fondato attorno al 1750. Il Pays des Illinois, dove i coloni, aiutati da schiavi neri, coltivavano il frumento e il mais, divenne il granaio della Louisiana francese. Gli invii di farina, ma anche di lardo, contribuirono alla sussistenza delle guarnigioni della Bassa Louisiana.
Con il Trattato di Parigi del 1763 finì  la sovranità francese nella regione, dato che la parte ad est del fiume Mississippi passò alla Gran Bretagna, mentre quella ad ovest andò alla Spagna.